# Вагин, Меркурий
Мерку́рий (Меркуша) Ва́гин (XVII век — 1712) — сибирский казак, полярный мореход и землепроходец, первооткрыватель новых островов в море Лаптевых.

## Биография
О детстве и юности якутского казака Вагина практически ничего неизвестно.

### Экспедиция
В начале XVIII века сибирский губернатор князь Матвей Гагарин приказал якутскому воеводе Дорофею Траурнихту отправить в Северный Ледовитый океан экспедицию с целью открытия и исследования новых островов, которые, по его мнению, могли быть богаты пушниной. На роль главы экспедиции Траурнихт выбрал казака Меркурия Вагина, по состоянию на 1711 год числившегося приказчиком города Верхоянска.
Осенью 1711 года во главе казачьего отряда в составе 10 человек (по некоторым данным — 11-ти) Вагин выступил из Якутска на Усть-Янск, откуда предполагалось начать экспедицию. Местные жители — чукчи — сообщили Вагину, что севернее мыса Святой Нос есть несколько островов. Сухим путём казаки достигли Святого Носа, выйдя к Янскому заливу, после чего по льду перешли на Ляховские острова.
Отряд Вагина в качестве вожа (проводника) сопровождал казак-мореплаватель Яков Пермяков, первооткрыватель одного из Медвежьих островов. В начале XVIII века, незадолго до экспедиции Вагина, Пермяков достиг острова Большой Ляховский и объехал его кругом на собачьей упряжке (о чём доложил в Якутскую канцелярию). По прибытии на этот остров, Вагин уже достоверно зафиксировал факт его существования.
Большого Ляховского острова экспедиция Вагина достигла по морскому льду на собачьих упряжках. Находясь на Большом Ляховском, казаки увидели с северного его побережья вдалеке и Малый Ляховский. Традиционно принято считать, что этот остров был открыт именно ими, и что именно Пермяков с Вагиным положили начало открытию и исследованию всех Новосибирских островов.

### Гибель и память
Испытывая недостаток продовольствия, Вагин был вынужден до вскрытия моря поспешно вернуться на материк к Катаеву кресту, что между устьем реки Хромы и Святым Носом. Здесь отряд остался на летовку, так как путь до Усть-Янска оказался непроходимым из-за многочисленных озёр и болот. Место стоянки оказалось очень неудачным. Вода была пропитана солью, и люди страдали от жажды. После отлёта гусей к жажде добавился голод, приходилось убивать собственных ездовых собак, а когда их не стало, то не брезговали мышами и «всякой гадиной». Несмотря ни на что, Вагин не оставлял твёрдого намерения отправиться в новую экспедицию на острова в следующем году. Казаки его отряда, недовольные планами Вагина, «вознегодовали, что та служба учинилась от него, Меркурия». Видя непреклонность начальника, они взбунтовались и убили его. Помимо главы отряда, были убиты его малолетний сын Михаил, Яков Пермяков и, по некоторым источникам, ещё один казак из Усть-Янска.
Добравшись до Усть-Янска, убийцы сказали, что не вернувшиеся люди умерли с голоду, но им не поверили. Под конвоем они были доставлены из Усть-Янска в Якутск, где «в застенке у пытки были роспрашиваны». Под пыткой преступники сознались в содеянном. Сразу по окончании допроса двое казаков были «повешены при многих людех», а остальные — биты «кнутом нещадно» и сосланы на побережье Охотского моря.
Открытие Вагина не было своевременно признано, и острова долго оставались безымянными. Впоследствии имя Меркурия Вагина увековечено в нескольких незначительных географических объектах на севере Якутии. Так, в честь него были названы полуостров Меркушина Стрелка, два озера на северном берегу Омуляхской губы — Большое Меркушинское и Малое Меркушинское, — мыс Вагинa и гора Меркурия на острове Большой Ляховский (73°12′25″N 143°18′38″E).